# Take Me Home (album Cher)
Take Me Home − piętnasty solowy album amerykańskiej piosenkarki Cher. Został wydany w styczniu 1979 roku nakładem wytwórni Casablanca.

## Tło wydania
Take Me Home to pierwszy album Cher z 1979 roku, a także jej pierwsze wydawnictwo wydane przez Casablanca Records. Został wyprodukowany przez Boba Esty i Rona Dantego, a większość piosenek napisali Michele Aller i Bob Esty. Album został nagrany w nurcie muzyki disco, co nie spodobało się Cher, gdyż zmuszono ją do nagrania albumu w tym gatunku. Tytułowy singel „Take Me Home” osiągnął ósmą pozycję w notowaniu Billboard Hot 100 oraz uzyskał podobnie jak album status złotej płyty. Ostatnim utworem zamykającym krążek jest napisana przez Cher piosenka o swoim nieudanym małżeństwie z Greggiem Allmanem.

## Lista utworów
| Pierwsza strona | Pierwsza strona            | Pierwsza strona         | Pierwsza strona |
| Nr              | Tytuł utworu               | Autorzy                 | Długość         |
| --------------- | -------------------------- | ----------------------- | --------------- |
| 1.              | „Take Me Home”             | Michele Aller, Bob Esty | 6:45            |
| 2.              | „Wasn't It Good”           | Michele Aller, Bob Esty | 4:20            |
| 3.              | „Say the Word”             | Michele Aller, Bob Esty | 4:59            |
| 4.              | „Happy Was the Day We Met” | Michele Aller, Bob Esty | 4:00            |
|                 |                            |                         | 20:04           |

| Druga strona | Druga strona                     | Druga strona                             | Druga strona |
| Nr           | Tytuł utworu                     | Autorzy                                  | Długość      |
| ------------ | -------------------------------- | ---------------------------------------- | ------------ |
| 1.           | „Git Down (Guitar Groupie)”      | Michele Aller, Bob Esty                  | 3:44         |
| 2.           | „Love & Pain (Pain in My Heart)” | Richard T. Bear                          | 3:25         |
| 3.           | „Let This Be a Lesson to You”    | Tom Snow                                 | 3:17         |
| 4.           | „It's Too Late to Love Me Now”   | Rory Bourke, Gene Dobbins, Johnny Wilson | 3:39         |
| 5.           | „My Song (Too Far Gone)”         | Cher, Brett Hudson, Mark Hudson          | 3:54         |
|              |                                  |                                          | 17:59        |

## Notowania i certyfikaty
| Notowanie (1979)                   | Najwyższa pozycja |
| ---------------------------------- | ----------------- |
| Kanada (Billboard Canadian Albums) | 24                |
| Stany Zjednoczone (Billboard 200)  | 25                |

| Kraj                     | Certyfikat  | Sprzedaż |
| ------------------------ | ----------- | -------- |
| Stany Zjednoczone (RIAA) | Złota płyta | 500 000+ |